# Miroslava Němcová
Miroslava Němcová, rozená Daňková (* 17. listopadu 1952 Nové Město na Moravě), je česká politička za Občanskou demokratickou stranu, v letech 2010–2013 předsedkyně Poslanecké sněmovny Parlamentu České republiky. Poslankyní byla od roku 1998, v letech 2002–2006 byla místopředsedkyní a v letech 2006–2010 1. místopředsedkyní Poslanecké sněmovny. V letech 2010–2012 zastávala funkci 1. místopředsedkyně ODS. Předtím i poté byla řadovou místopředsedkyní strany. 
Od roku 2020 je senátorkou za obvod č. 27 – Praha 1.

## Osobní život
Vystudovala Střední zemědělskou a technickou školu v Havlíčkově Brodě (1968–1972). V letech 1972–1992 pracovala jako odborná referentka Českého statistického úřadu. V letech 1992–2007 vlastnila knihkupectví ve Žďáru nad Sázavou.
V roce 1988 překonala nádorové onemocnění, přestože jí lékaři nedávali velké šance na přežití. Žije ve Žďáru nad Sázavou. Je vdaná, má jednoho syna. Aktivně ovládá italštinu, pasivně anglický, německý a ruský jazyk.

## Politická kariéra

### Komunální politička
Od roku 1992 je členkou Občanské demokratické strany. Veřejně činná je od komunálních voleb roku 1994, kdy byla za ODS zvolena členkou městského zastupitelstva ve městě Žďár nad Sázavou. Díky preferenčním hlasům byla zvolena z druhého místa, ačkoli byla na osmém místě kandidátní listiny. Ve stejném roce byla zároveň zvolena radní Žďáru nad Sázavou. Mandát zastupitelky obhájila v komunálních volbách roku 1998. Kandidovala z pátého místa a opět se díky preferenčním hlasům posunula výše a byla zvolena z prvního místa. I tentokrát byla zvolena i členkou Rady města. V obou funkcích setrvala až do komunálních voleb roku 2002, v nichž nekandidovala. V komunálních volbách v roce 2018 kandidovala za ODS na posledním 27. místě kandidátky ve Žďáru nad Sázavou, ale neuspěla. V komunálních volbách v roce 2022 kandiduje do žďárského zastupitelstva z posledního místa kandidátky subjektu „SPOLEČNĚ – ODS, TOP 09“. Nebyla zvolena, uskupení získalo 3 zastupitele.
Od roku 1996 je členkou Oblastní rady ODS ve Žďáru nad Sázavou. V historicky prvních senátních volbách roku 1996 neúspěšně kandidovala v obvodě č. 51 – Žďár nad Sázavou. V prvním kole sice zvítězila s více než 30 % hlasů, ale ve 2. kole absolutní počet jejích voličů klesl a získala jen 42 % hlasů. Senátorem se stal lidovec Jiří Šenkýř.

### Poslankyně
Do vrcholové politiky pronikla až po takzvaném Sarajevském atentátu, kdy se od ODS odštěpila početná skupina poslanců a utvořila nový subjekt Unie svobody. Němcová tehdy zůstala loajální vůči ODS. Od února 1998 patřila do redakční rady stranického listu ODS Mezi námi. Ve volbách v roce 1998 vedla kandidátku ODS v Jihomoravském kraji. Strana v kraji skončila na druhém místě s necelými 23 % hlasů. Němcová tak byla do Poslanecké sněmovny zvolena. Stala se členkou sněmovního rozpočtového výboru a výboru pro sociální politiku a zdravotnictví. V roce 2001 přešla ze sociálního výboru do volebního výboru. Působila rovněž jako místopředsedkyně Poslaneckého klubu ODS. Byla také členkou Stálé delegace do Parlamentního shromáždění Rady Evropy a členkou Stálé komise pro sdělovací prostředky PSP ČR. V letech 1998 – 2006 zastávala také post stínové ministryně kultury ve stínových vládách ODS.
Poslanecký mandát obhájila ve volbách v roce 2002, v nichž vedla kandidátku ODS na Vysočině. Na začátku volebního období byla zvolena 2. místopředsedkyní Poslaneckého klubu ODS. Dne 18. července 2002 byla zvolena místopředsedkyní Poslanecké sněmovny. Působila rovněž jako místopředsedkyně sněmovního organizačního výboru a byla náhradnicí ve Stálá delegaci do Parlamentního shromáždění Rady Evropy. Od května 2003 do února 2005 zasedala ve Vyšetřovací komisi pro zjištění skutečností v souvislosti s arbitrážním řízením ve věci CME versus Česká republika.
Když se blížil 13. kongres ODS v prosinci 2002, na kterém se měl volit nástupce Václava Klause v čele strany, ohlásila Němcová svou kandidaturu na předsedkyni ODS. Post nakonec získal Mirek Topolánek, ale Němcová se stala nově místopředsedkyní občanských demokratů. Post obhájila i na 15. kongresu strany v prosinci 2004.
V roce 2005 byla médii kritizována za to, že předala synovi k užívání své služební auto, které ale podle platných předpisů mohla využívat i k osobním účelům. Po aféře ale auto vrátila. V následujícím roce zase za to, že nebyla během tzv. „poslaneckých pondělků“ přítomná ve své poslanecké kanceláři ve volebním obvodě. Němcová to vysvětlovala tím, že sedět v kanceláři „nemělo efekt“, protože tam chodilo málo lidí, a že si schůzky organizuje tak, aby proběhly v jeden den se všemi, kteří mají zájem.

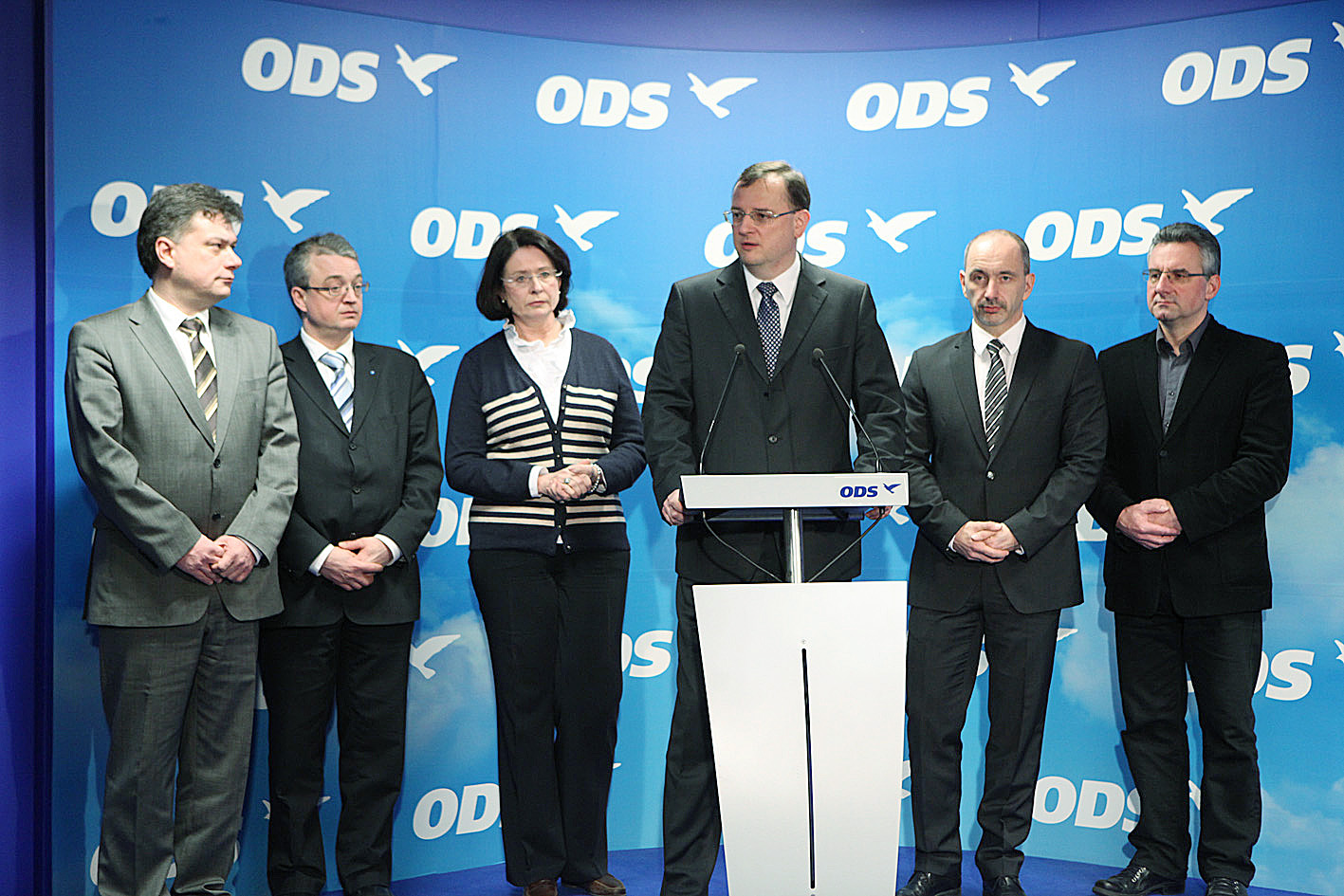
Vedení ODS v lednu 2013, zleva Pavel Blažek, Marek Benda, Miroslava Němcová, Petr Nečas, Martin Kuba a Jan Zahradil

Znovu se poslankyní za ODS stala i po volbách v roce 2006, v nichž znovu vedla kandidátku strany na Vysočině. Získala 10 % preferenčních hlasů. V patové situaci po volbách kandidovala v červnu na předsedkyni Poslanecké sněmovny. David Rath ji při té příležitosti označil za „kleptomanku“, čímž připomněl aféru se služebním autem, které půjčila synovi, a Jiří Paroubek za „fanatičku“. Němcová v tajné volbě neuspěla, když ji nepodpořili ani všichni poslanci vznikající koalice ODS, KDU-ČSL a Strany zelených. Předsedou Sněmovny byl nakonec až 14. srpna zvolen Miloslav Vlček z ČSSD. Němcová byla zvolena místopředsedkyní dolní komory. Jako jediná ovšem neuspěla již v prvním kole, v němž získala jen 98 hlasů. Zvolena byla až 140 hlasy ve druhém kole volby. Nevoli vyvolávala u opozice i v průběhu volebního období. Poslanci ČSSD například žádali její odvolání z funkce místopředsedkyně. Nadále působila jako místopředsedkyně sněmovního organizačního výboru a náhradnice ve Stálé delegaci do Parlamentního shromáždění Rady Evropy.
Na 17. kongresu ODS v listopadu 2006 se po neúspěchu první vlády Mirka Topolánka stavěla proti spolupráci strany s Paroubkovou ČSSD a její projev sklidil mezi delegáty úspěch. Přesto neobhájila svůj místopředsednický post. Svůj neúspěch vysvětlovala tím, že hlasování ovlivňují předem domluvené stranické bloky. Na 19. kongresu v prosinci 2008 se pokusila do vedení strany vrátit, když znovu kandidovala na místopředsedkyni. Opět ale nebyla zvolena. Po pádu druhé vlády Mirka Topolánka a Topolánkových aférách se o ní spekulovalo jako o kandidátce na předsedkyni strany. Sama Němcová třeba kritizovala to, že se Topolánek vzdal poslaneckého mandátu a požadovala po něm vysvětlení tzv. toskánské aféry.
Po odchodu Topolánka z čela ODS oznámila, že má v úmyslu ucházet se znovu o místo ve vedení strany. Svůj úspěch přitom znovu spojila s tím, zda se strana vyvaruje utváření volebních bloků, v rámci nichž jsou předem domluvena jména lidí v čele strany. Petr Nečas, pověřený vedením strany, ji pak v rámci předvolební kampaně, jmenoval stínovou ministryní práce a sociálních věcí a kultury.
Po rezignaci předsedy Poslanecké sněmovny Miloslava Vlčka k 30. dubnu 2010 převzala z titulu 1. místopředsedkyně některé jeho pravomoci a byla pověřena řízením dolní komory do uskutečnění parlamentních voleb na konci května.

#### Předsedkyně Poslanecké sněmovny

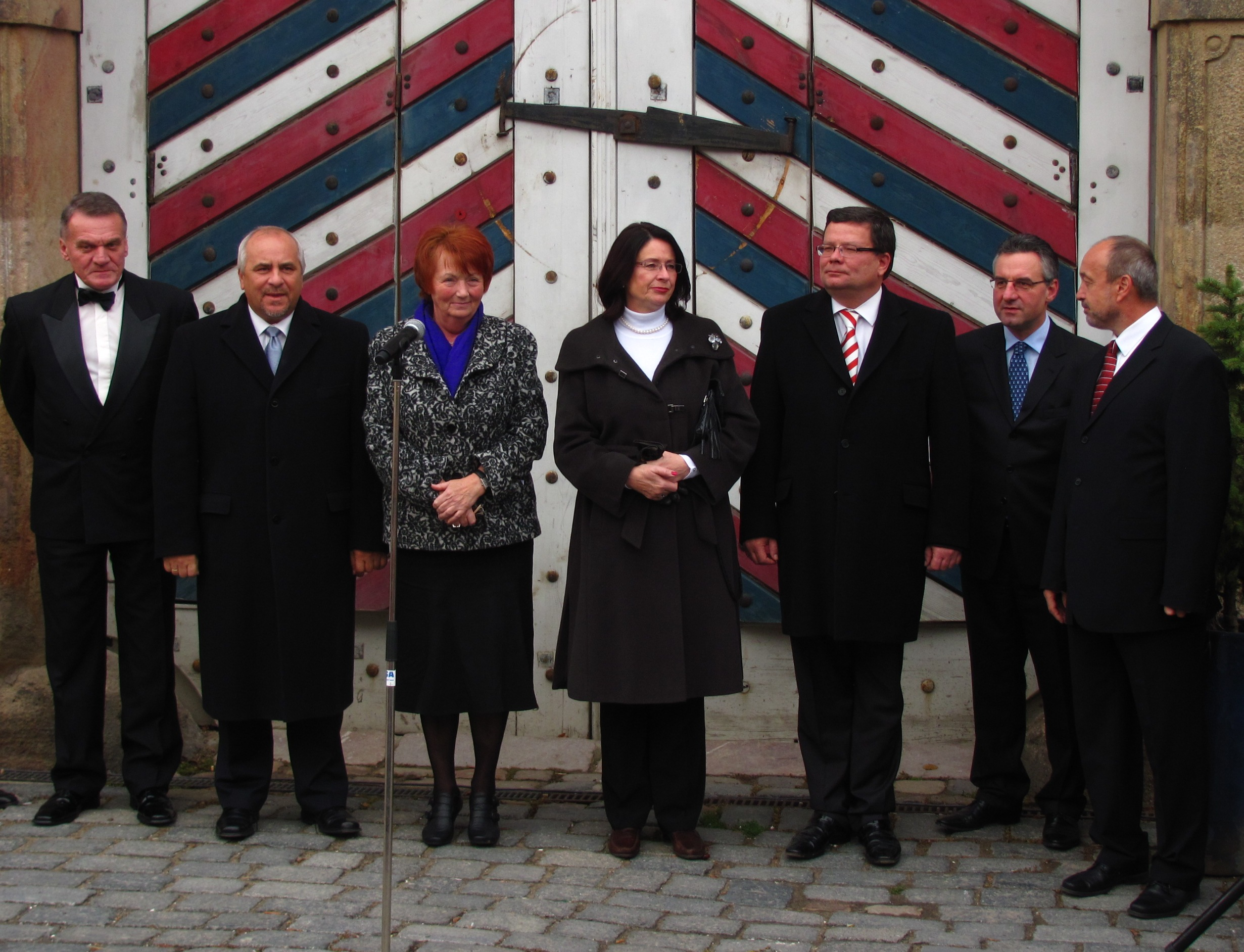
Miroslava Němcová (2011) s dalšími politiky na vzpomínkovém shromáždění v Praze 6 k výročí 28. října 1918.

Ve volbách v roce 2010 mandát poslankyně opětovně obhájila, když znovu vedla kandidátku ODS na Vysočině. Získala přes 11 % preferenčních hlasů. Po dohodě vznikající koalice ODS, TOP 09 a Věcí veřejných se stala kandidátkou na post předsedkyně Poslanecké sněmovny. V tajné volbě 25. června získala hlasy všech 118 koaličních poslanců. Po svém zvolení prohlásila, že by ve funkci chtěla přispět k tomu, aby ve Sněmovně vládla slušnější atmosféra. Kromě toho působila z titulu předsedkyně dolní komory ještě jako předsedkyně organizačního výboru Poslanecké sněmovny.
Ve funkci předsedkyně Poslanecké sněmovny prosazovala úspory v chodu dolní komory. Třeba chtěla omezit kritizované vnitrostátní lety poslanců z Ostravy do Prahy na zasedání Sněmovny. Rozhodla se zveřejňovat jména poslanců, kteří lety využívají. Kromě toho zrušila některé zahraniční cesty poslanců, omezila náklady na provoz reprezentativní vily pro předsedu komory, kterou nevyužívala, a vyslovila se pro zrušení dotovaných cen v poslaneckých rekreačních střediscích nebo pro případný prodej těchto středisek. Kvůli velké absenci poslanců prosadila návrh, podle něhož budou muset poslanci dodávat písemné omluvenky. Na její návrh oslovila Poslanecká sněmovna Oldřicha Kulhánka s žádostí o nové logo. Ten za něj bez výběrového řízení získal odměnu ve výši 250 tisíc korun.
Kritiku opozice sklidila za to, že na žádost vlády, která chtěla schválit úsporná opatření, vyhlásila v listopadu 2010 stav legislativní nouze, který by měl být vyhlašován jen v mimořádných situacích. Svůj postup musela vysvětlovat i u Ústavního soudu, kam podala stížnost ČSSD.
V květnu 2012 vydala souhlas s trestním stíháním Davida Ratha, čímž došlo historicky poprvé k aplikaci článku 27 Ústavy, který umožňuje zatčení poslance, pokud je přichycen při páchání trestného činu. Později čelila kritice za to, že s vydáním souhlasila příliš rychle, aniž se seznámila s detaily. V červenci 2012 ji zase kritizovaly Věci veřejné za to, že odebrala slovo poslanci Michalu Babákovi, který prý nemluvil k věci.
Na 21. kongresu ODS v červnu 2010, ještě před volbou předsedkyně Sněmovny, byla zvolena 1. místopředsedkyní strany v týmu Petra Nečase a porazila tak proti očekáváním Davida Vodrážku. Její zvolení bylo ve straně vnímáno jako důkaz toho, že na kongresu nefungovaly zákulisní dohody. Zvolení jí pravděpodobně zajistil její úspěšný kandidátský projev. Její zvolení do vedení ODS přivítali i zástupci dalších stran, včetně ČSSD. Na 23. kongresu ODS v listopadu 2012 funkci 1. místopředsedkyně neobhájila, když ji porazil Martin Kuba. Byla ale zvolena řadovou místopředsedkyní.
Spekulovalo se o ní i jako o možné kandidátce ODS na prezidentku ČR ve volbách v roce 2013. Sama potvrdila, že by případnou nominaci přijala. V dubnu 2012 nicméně kandidaturu vzdala a nešla ani do stranických primárek. Byla přesvědčena, že prospěje České republice více jako předsedkyně Sněmovny.

#### Kandidátka na premiérku

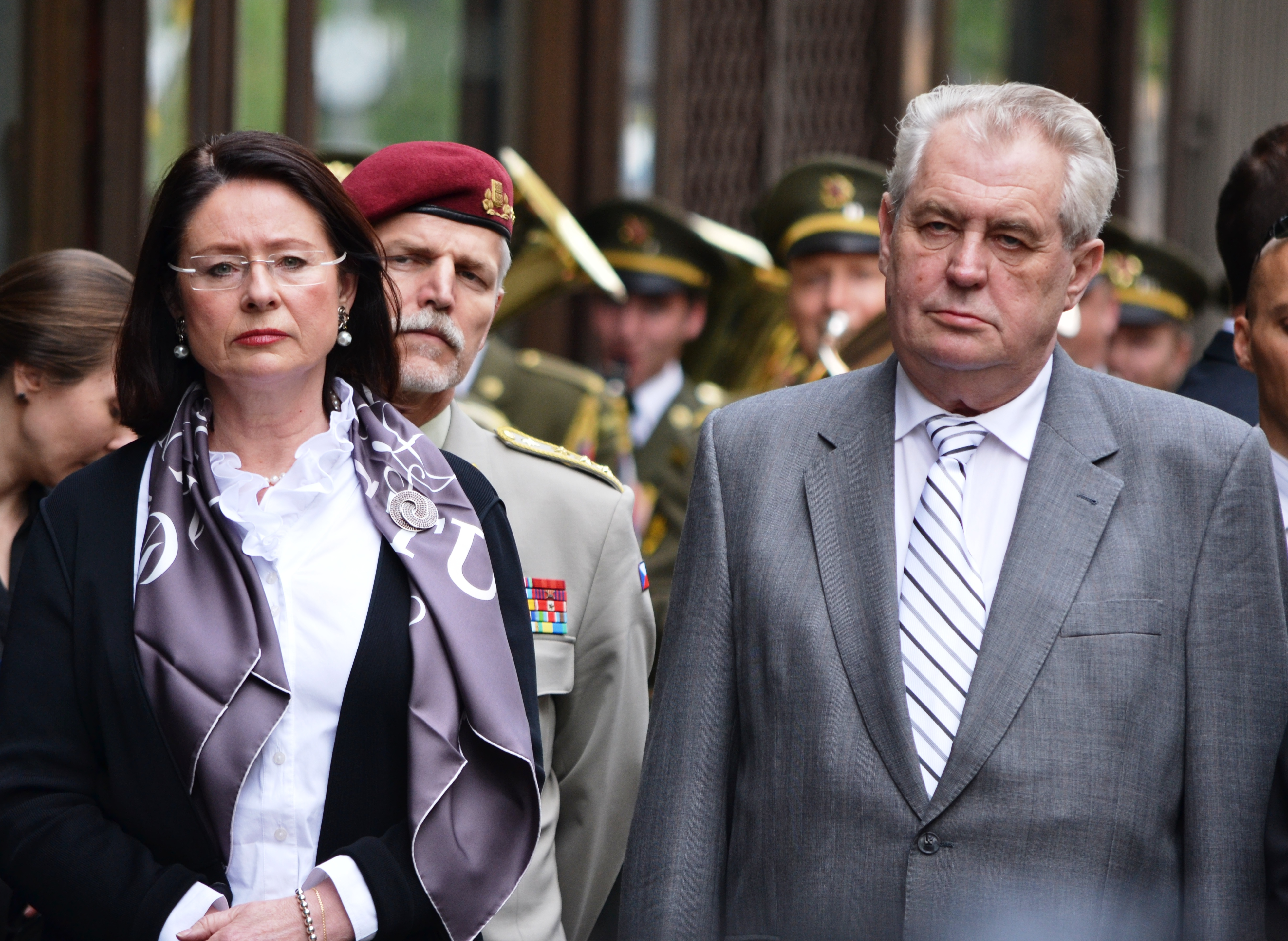
Prezident Miloš Zeman a jeho pozdější nástupce Petr Pavel s Miroslavou Němcovou před budovou Českého rozhlasu při vzpomínkové akci na 68. výročí pražského povstání a boje o rozhlas (5. května 2013).

Po odstoupení Petra Nečase z postu předsedy vlády v důsledku tzv. kauzy Nagyová 17. června 2013 ji stranické grémium ODS o dva dny později navrhlo do úřadu předsedkyně vlády, čímž by se stala první ženou v této vrcholné exekutivní funkci. Předsedové koaličních stran Karel Schwarzenberg a Karolína Peake její nominaci přivítali, ale uvedli, že bude těžké ji nahradit v čele Poslanecké sněmovny. Předseda opoziční ČSSD Bohuslav Sobotka její nominaci ale označil za riziko pro celou zemi, protože je ekonomicky nekompetentní a nemá zkušenosti z výkonné moci. Němcová byla v této době veřejností vnímaná jako jedna z mála důvěryhodných tváří ve straně, která nemá za sebou žádné skandály. Prezident republiky Miloš Zeman ale jmenoval premiérem nestraníka Jiřího Rusnoka, ačkoli mu Němcová potvrdila, že má pro svou vládu podporu 101 poslanců. Prezident tím chtěl vyvolat předčasné volby.
Koalice chtěla původně usilovat o pokus o sestavení vlády pro Němcovou po nevyslovení důvěry vládě Jiřího Rusnoka, ale její síla 101 poslanců se během tohoto hlasování rozpadla, protože proti Rusnokovi nehlasovali poslanci ODS Jan Florian a Tomáš Úlehla a na protest proti tomu i předsedkyně koaliční LIDEM Karolína Peake. TOP 09 potom podpořila rozpuštění Sněmovny. Sama Němcová hlasovala jako jediná z ODS proti rozpuštění Sněmovny, protože to považovala za chybu v situaci, kdy „veškerou moc ve státě má soustředěnou Miloš Zeman“.

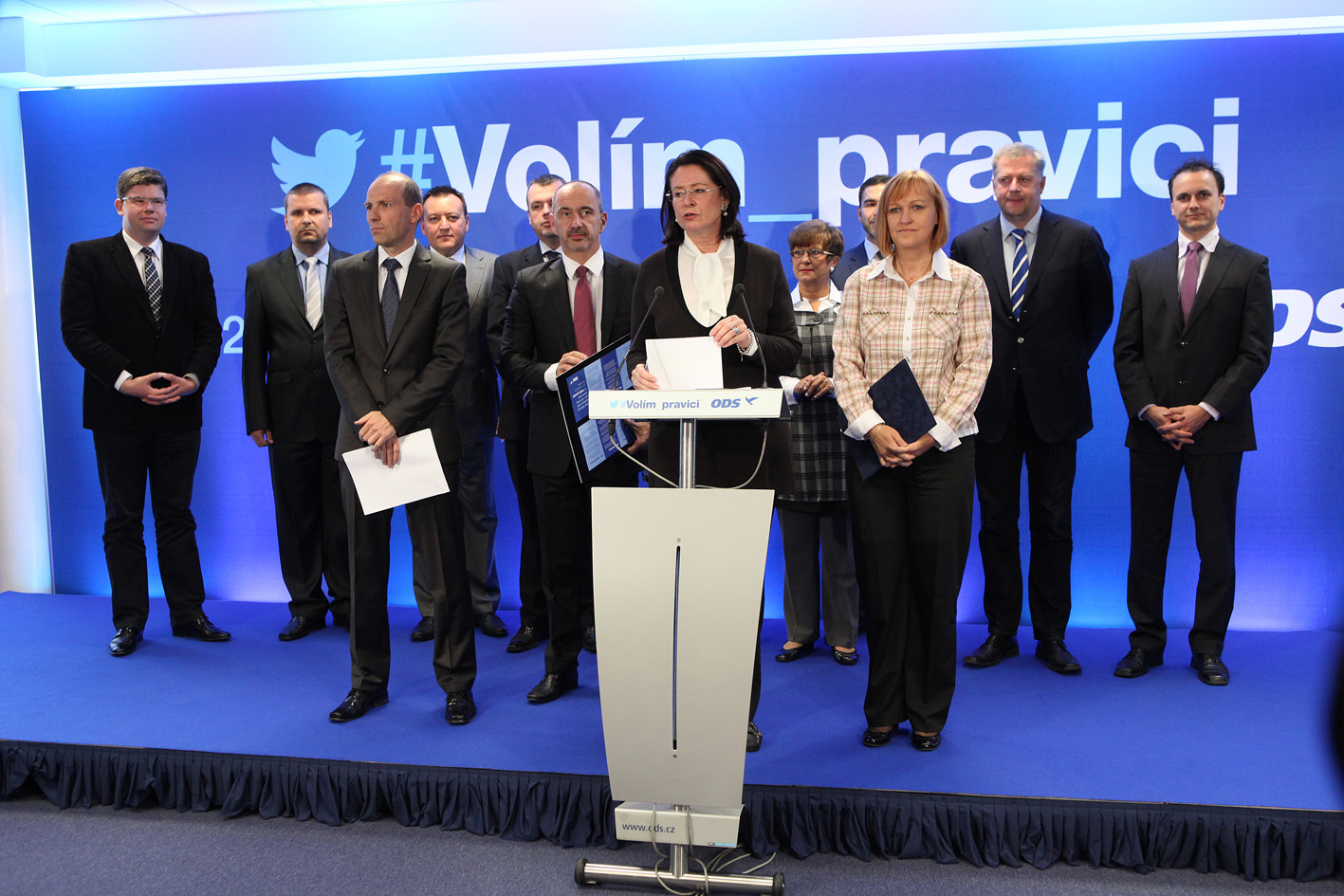
Miroslava Němcová jako lídryně ODS v předčasných volbách v roce 2013

V předčasných volbách do Poslanecké sněmovny v roce 2013 kandidovala v hlavním městě Praze jako lídryně ODS. Byla rovněž celostátní volební lídryní strany a tedy i kandidátkou na premiérku v případě neočekávaného úspěchu ve volbách. Narážela na odpor úřadujícího předsedy Martina Kuby, který se zdráhal stavět volební kampaň na Němcové jako kandidátce na premiérku. Původně se tedy billboardy s jejím jménem objevily pouze v Praze, ale nakonec byly rozšířeny i ve zbytku země.
Svůj poslanecký mandát obhájila, strana však celorepublikově získala jen 7,7 % hlasů a 16 mandátů. Jednalo se o nejhorší volební výsledek v historii strany. V Praze, kde kandidovala Němcová, získala ODS 11,99 % hlasů. Ona sama získala 26 866 (38 %) preferenčních hlasů, což byl druhý nejvyšší počet ze všech kandidátů v celé zemi po Karlu Schwarzenbergovi. Po ustavení Poslanecké sněmovny kandidovala na post její místopředsedkyně, ale získala jen 53 hlasů a jako jediná byla vyřazena již v prvním kole volby. Protože nebyla zvolena, uvolnil jí stranický kolega Marek Benda místo v čele mandátového a imunitního výboru Sněmovny, aby jako volební lídryně ODS zastupovala stranu v nejvyšší sněmovní funkci, kterou má k dispozici. Předsedkyní výboru byla zvolena 16. prosince 2013. Kromě toho se stala členkou sněmovního organizačního výboru.
Na 24. kongresu ODS v Olomouci kandidovala na předsedkyni strany, ale nebyla zvolena, když skončila na druhém místě s 66 hlasy delegátů. Porazil ji Petr Fiala. Němcová k tomu řekla: „Myslím si, že to nebyl fér výsledek vzhledem k tomu, co jsem pro ODS v minulosti dělala“. O jinou funkci ve vedení strany neusilovala. Po kongresu nově zvolený 1. místopředseda strany Jan Zahradil řekl, že by si přál, aby se Němcová v dalších volbách za ODS ucházela o post prezidentky republiky.

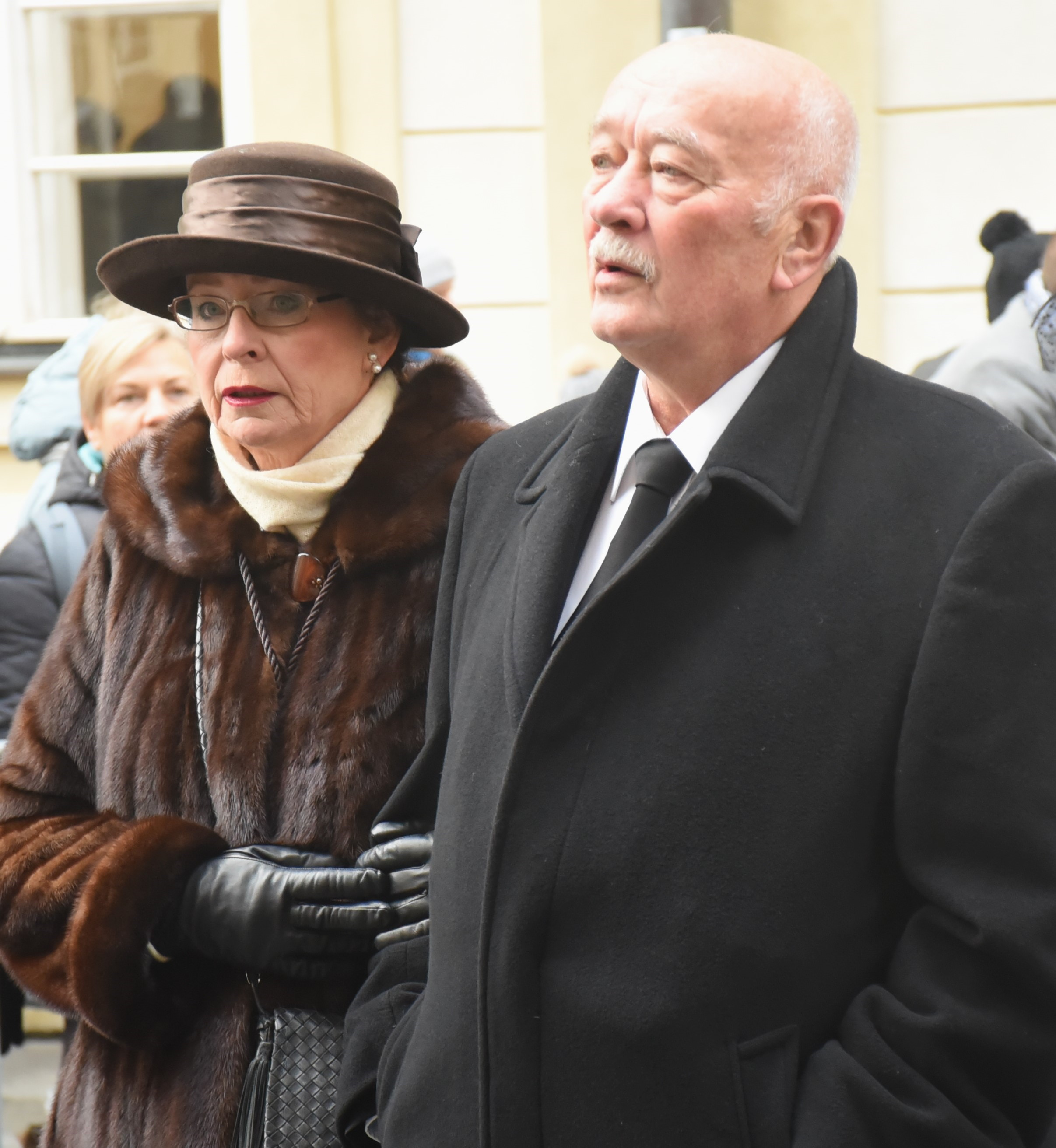
Miroslava Němcová s chotěm Vladimírem na pohřbu Karla Schwarzenberga na Pražském hradě, rok 2023

Ve volbách do Poslanecké sněmovny PČR v roce 2017 obhájila svůj poslanecký mandát za ODS v Kraji Vysočina. Získala 3 652 preferenčních hlasů a přeskočila lídra Jana Tecla.

### Senátorka
Ve volbách do Senátu PČR v roce 2020 kandidovala jako společná kandidátka ODS, TOP 09 a hnutí STAN v obvodu č. 27 – Praha 1. V prvním kole získala 48,56 % hlasů, a postoupila tak z 1. místa do druhého kola, v němž jí byl soupeřem dosavadní senátor Václav Hampl coby kandidát KDU-ČSL, Zelených, hnutí Praha sobě a hnutí Senátor 21.
Ve druhém kole jej porazila poměrem hlasů 63,96 % : 36,03 %, a stala se tak senátorkou, čímž jí zároveň zanikl poslanecký mandát a ve Sněmovně ji nahradil bývalý primátor Jihlavy Jaroslav Vymazal.
V únoru 2025 oznámila, že ve volbách do Senátu PČR na podzim 2026 již nebude kandidovat a tudíž ani obhajovat svůj senátorský mandát.

## Názory a postoje
Bývá považována za příznivkyni Václava Klause. Naopak kritizovala Mirka Topolánka, jemuž třeba vytýkala spojení s Markem Dalíkem. Petru Nečasovi zase doporučovala, aby z vlády vyloučil Věci veřejné, když okolo strany propukly některé aféry. Opakovaně kritizovala utváření zákulisních bloků při volbě vedení ODS. V únoru 2013 se omluvila za přidělení „trafik“ odstoupivším rebelujícím poslancům ODS Ivanu Fuksovi a Marku Šnajdrovi a bývalému ministru obrany Alexandru Vondrovi, za což byla některými představiteli strany, např. Borisem Šťastným nebo Jaroslavem Kuberou, kritizována.
Během kampaně před prezidentskými volbami v roce 2013 odsoudila chování Miloše Zemana a varovala před tím, že svým stylem bude dělat zemi ostudu. Vadily jí třeba jeho opovržlivé výroky o ženách. Zemana kritizovala i v době, kdy už byl prezidentem. Hrozila mu, že se v případě, že nechá u moci Rusnokovu vládu déle než měsíc bez důvěry, obrátí se stížností na Ústavní soud. Nelíbilo se jí také, že si již před sněmovními volbami 2013 kladl podmínky, za kterých koho jmenuje předsedou vlády.

Po propuknutí tzv. kauzy Nagyová 13. června 2013 kritizovala policejní Útvar pro odhalování organizovaného zločinu za to, že po razii na Úřadu vlády nevysvětlil důvody svého konání, řekla: „V případě, že nemá dostatečné důvody a důkazy, tak si nemůže takovýhle vpád do jedné ze základních demokratických institucí naší země dovolit.“ Podle ní měl být informován o zásahu prezident, který pak měl svolat ústavní činitele. Po tiskové konferenci Útvaru byla rozčílená, přičemž obvykle se vyznačovala uměřeným vystupováním. To, že policie neinformovala o důvodech zásahu, označila za politický nátlak a závažné pochybení.

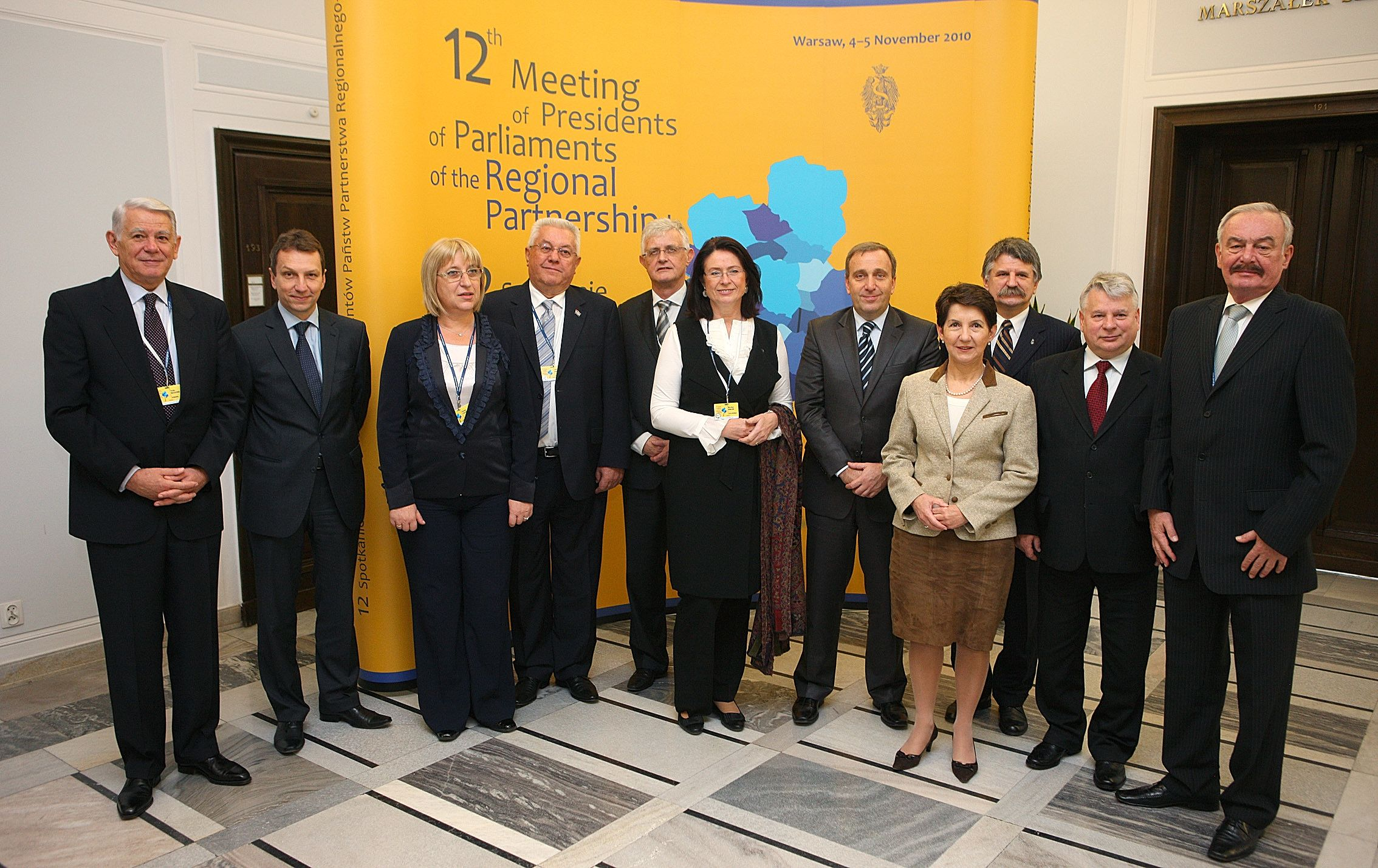
Němcová na setkání předsedů parlamentů v polském Senátu v roce 2010.

Zaujímá konzistentní ostře odmítavý postoj vůči komunismu a jeho přežitkům v české společnosti. Před předčasnými volbami v roce 2013 varovala před hromaděním hospodářské, politické a mediální moci v rukou Andreje Babiše a přirovnala jeho hnutí ANO 2011 k Věcem veřejným. Ve volbách chtěla čelit „komunistům a vlivům nových spasitelů“. Antikomunistické postoje dávala během své politické kariéry najevo opakovaně. Varovala před zapomínáním a zlehčováním hrůz totality, v srpnu 2013 se zapojila do řetězové hladovky za oběti okupace Československa vojsky Varšavské smlouvy.
Za tento svůj pevný antikomunistický postoj je mnohými kritizována. Např. Václav Klaus postoj Němcové a některých dalších představitelů ODS (který nazval „zjednodušený antikomunismus“) označil za jednu z příčin neúspěchu strany.
Před přijetím přímé volby prezidenta řekla, že je nakloněna spíše parlamentnímu způsobu volby. Za řešení nestabilních vlád v Česku považuje zavedení většinového volebního systému, který by prý přinesl stabilní vládní většinu. Podpořila legalizaci konopí pro léčebné účely pod dohledem lékaře. Je ale proti legalizaci marihuany.
Třikrát navrhla udělení Nobelovy ceny míru Nicholasi Wintonovi. Předsedu ukrajinského parlamentu Volodymyra Lytvyna vyzvala k tomu, aby se zasadil o dodržování lidských práv a o humánní zacházení s vězněnou bývalou premiérkou Julijí Tymošenkovou.
Dne 8. března 2018 opustila jako první Vladislavský sál v průběhu inauguračního projevu znovuzvoleného prezidenta ČR Miloše Zemana. Protestní odchod odůvodnila rozdělováním národa v projevu pana prezidenta, když kritizoval média, politiky a podnikatele.